# Rosszemberek
A Rosszemberek 1978-ban készült, 1979-ben bemutatott színes és fekete-fehér, magyar westernfilm, más néven eastern, Szomjas György rendezésében.

## Történet
Az 1848/49-es szabadságharc utáni években játszódik a film a Dunántúlon. Hegyesi János főszolgabíró, a szabadságharc néhai veteránja azt a feladatot kapja Mérei főispántól, hogy a Somogy vármegye területén garázdálkodó betyárbandákat számolja fel, mert a megyében vasútépítésbe akarnak fogni. A betyároknak két fajtája van erre: a szabadságharc néhai katonái, akikkel még a főemberek, így Hegyesi is együttérző, ám a feljebbvalói lojalitásnak eleget téve fellép ellenük. Mások pedig földnélküli, a kenyérkeresettől megfosztott, nyomorgó napszámosokból kerülnek ki, de némelyikük a családját próbálja így eltartani. A leghíresebb banda Gelencsér Jóska vezetése alatt áll, akinek alvezére Soromfai József. Soromfai a rablott javakból mindig küld haza feleségének és két fiának. Soromfainé gyakran látogatja, mindig egy öregember hozza meg neki a hírt, mikor és hová kell mennie.
Egyik nap Gelencsérék egy kúriában mulatozó nemesi társaságon ütnek rajta, akiktől elszedik a pénzüket, az értékesebb tárgyaikat és még a lakomára valót is. Itt Gelencsér megpillantja a marcali bírót, aki nem is olyan rég Palkó öccsét felakasztotta. Gelencsér bosszúból megöli és le is leplezi magát, igazolni próbálván tettét. Ez viszont embereit komoly bizonytalansággal tölti el, s ezt felméri Hegyesi János is, aki nem sokkal a gyilkosságot követően Soromfainénál tart vizsgálatot. Hegyesi úgy véli, hogy a fokozódó üldözés hatására újabb gyilkosságokra kerülhet sor, mert a rablók el akarják hallgattatni majd a lehetséges szemtanukat, akik megláthatják őket. Kató őszinte és okos asszony, nem tagadja, hogy látta már Jóskát, de Hegyesi is emberséges és nem zaklatja tovább sem őt, sem a gyerekeit.
Kató megpróbálja rávenni a férjét, Józsefet, hogy pártoljon el a bandától. József nem tudja mit tegyen, mert a történtek után nem hiszi, hogy kegyelmet kap, még ha a hatóság kezére is adná társait. Végül meglátogatja nejét és rég nem látott gyerekeit egyik éjjel és beleegyezik abba, hogy titokban együttműködik Hegyesivel.
Gelencsér bandája egy távoli csárdában mulatozik a szeretőikkel és dudásokkal, közben egy új bandatagot, Verkóczi Gergelyt is felavatja Gelencsér. A betyárok elfognak néhány pandúrt, akiket azonban meginvitálnak a mulatságba. A pandúrok a dínomdánom végeztével visszafelé tartanak posztjukra, mikor szembejön velük Hegyesi két lovassal. A strázsamester rögvest jelenti, hogy Gelencsérék a csárdában vannak, mire Hegyesi támadást vezényel, de banda visszaveri és emberei java részét megsebesítik. Az egyikük még Hegyesire is ráveti magát és megveri. A pandúrok addig visszavonulnak, amíg a Gelencsér-banda odébb nem áll, majd őrizetbe veszik a kocsmárost és feleségét. Hegyesivel van írnoka is, akinek mindig az a szokása, hogy a tinta hígítására használt szeszt meghúzza, mivel nagyon idegesíti, hogy a betyárokkal vívott háború kellős közepében van. Hegyesi egy rögtönzött üzenetet ír Méreinek, amelyben javaslatot tesz több somogyi csárda bezáratására. Ezek a csárdák távolabb esnek a lakott területektől, ezért más vendégeik nincsenek a betyárokon kívül. A kocsmárosok orgazdák és búvóhelyet biztosítanak a haramiáknak, a feleségeik pedig többnyire prostituálódnak és a bűnözőknek árulják a testüket és informátori szerepet is betöltenek.
Hegyesi misén vesz részt, az ájtatosság közben pedig megszólítja Soromfainé, aki esedezik férjeuráért a főszolgabírónál. Hegyesi megszánja az asszonyt és ígéretet tesz, hogy közben jár értük a főispánnál, ha a férje kész segíteni neki. Következő útja a főispánhoz vezet. Hegyesi a szabadságharc során harcolt, mint honvéd, részt vett az isaszegi és nagysallói ütközeteknél, és a világosi kapitulációnál is ott volt. Katonai dolmányát a mai napig viseli, sose veti le. Mérei főispán apja volt a parancsnoka. Mérei közli Hegyesivel, hogy az indítványát figyelmen kívül kell hagynia, mert a somogyi csárdák mindegyikében, így a főszolgabíró által is bezárásra javasolt kocsmákban, az Esterházy és Somssich birtokokon termelt bort mérik, így a főúri családok jövedelme csökkenne. Hegyesi hivatkozik arra, hogy így viszont nem lehet kivitelezni a vasútépítési programot, de Mérei akkor sem hajlandó bezáratni a csárdákat. Hegyesi megemlíti Soromfait, viszont Mérei ezt is kereken elutasítja. Hegyesi figyelmezteti, hogy a további vérontás veszélye fennáll, s bár neki sincs ínyére, hogy egy haramia alvezérrel paktáljon, de nincs más megoldás, minthogy a Gelencsér bandát a legszegényebb somogyiak támogatják. Távozásakor Hegyesi ott hagyja Méreinek azt a tőrt, amivel Gelencsér a marcali bírót gyilkolta meg.
Hegyesi vizsgálatot indít egy horvát gazda, Hojkó András és felesége, Persza ellen. Hegyesi szerint Hojkó ellen tanúk vannak, hogy Gelencsér orgazdája, mire Hojkó azzal érvel, hogy azok magyarok és csak azért tanúskodtak ellene, mivel ő horvát. Hegyesinek viszont vagy egy nem magyar nemzetiségű tanúja, tamási bognár is. Látja, hogy Hojkó félénk, gyenge ember, s vélhetően a szabadságharcból visszamaradt emlékei miatt is fölképeli a horvátot, de így se tud vallomást kicsikarni belőle. Hojkó valóban segíti Gelencsér bandáját, Persza Jóska szeretője ráadásul. A betyárok a megyei posta megtámadására készülnek, ami a kassza pénzét is szállítja. Távolabbi terveik között van a mexikói emigráció, vagy legalább átmennének Szlavóniába. Gelencsér első terve, hogy az egyik drávai révnél ütnek rajta a postakocsin, ahol a révet egy bizonyos Dobor kezeli. A környéken jár Soromfainé, aki Persza némi féltékenységgel tekint.
Hegyesi egy vásáron távolról jelez Soromfainénak, hogy a főispán nem akar alkudni. Soromfai szomorúan veszi mindezt tudomásul, de kigondol egy kissé galád tervet, hogy ösztökélje a hatóságot is: éjszaka meglátogatja Hojkóékat, akiket agyonlő. Másnap bevallja Gelencsérnek a tettét és azzal magyarázza, hogy Hojkó és Persza elárulták őt, mert Persza féltékeny volt, felbujtotta az urát és beszélt Hegyesivel, noha ez nem igaz. Gelencsér elhiszi Soromfai történetét és még erősebb lesz a bizalma alvezérében.
Hegyesi értetlenül áll Hojkó kivégzése előtt, úgy hiszi Gelencsér tette, s Soromfai is úgy beszéli el feleségének, hogy Jóska gyilkolt, Persza pedig miatta lett féltékeny és beszélt Hegyesivel, ami újonnan csak hazugság. Mindenesetre a főispán már beleegyezik a kegyelmi kérelembe, s Kató ettől kezdve állandóan jelentést tesz Hegyesinek. Soromfai megüzeni, hogy az egyik betyárt Gárdonyba fogják küldeni, így arra lecsaphatnak a pandúrok. Hegyesi beszél közben Dobor révésszel, aki szintén orgazda, bár most nem találnak nála lopott holmit. Dobor viszont váltig állítja az ártatlanságát. A főszolgabíró próbálja meggyőzni a révészt, hogy már az is veszélyes, ha a betyárok mellett áll, mivel azok már bárkit megölhetnek. Dobor nem hisz neki, ám rövidesen megbánja, mert Gelencsér benne is árulót sejt és Soromfai részvételével kiirtják egész családjával és jószágaival együtt.
A Gárdonyba tartó haramiát Hegyesi feltartóztatja, s élve próbálja elfogni. A betyár le akarja lőni, de Hegyesi a gyorsabb és ügyesebb, és végez vele. Bekéretik az öreg Gelencsér szülőket, akik fiúkat azonosítják a lelőtt betyárban. Hírét veszi ennek Kató is, ő viszont elmondja, hogy a halott Verkóczi Gergely, az új bandatag, a szülők azért hazudtak, hogy a fiúkat mentsék. Kató megint ellátogat a betyárok szállására, ahol csak Gelencsér van, Soromfai és a többi betyár elszéledtek máshova. Gelencsér kissé hitetlenkedve fogadja Verkóczi halálhírét, beszélgetés közben pedig intim viszonyba kerül Katival, aki vélhetően csak a sikeres együttműködés érdekében csalja meg a férjét Gelencsérrel. Amikor Soromfai visszatér felesége helyteleníti, hogy Dobor meggyilkolásában részt vett, de Soromfai szerint nem volt más választás, s a kegyelem csak egy embernek jár, bár feltétlenül nem bízik Hegyesiben. Felesége ellenben még mindig akarja, hogy hazatérjen hozzájuk.
Gelencséréktől már kezdenek elfordulni a somogyi póremberek, miután Hojkót és Dobort is meggyilkolták. Addig viszont nem mehetnek, amíg nem szereztek némi pénzt. Gelencsér már annyira forrónak érzi a talajt a lábuk alatt, hogy utasítást ad Hegyesi főbíró likvidálására, ami a betyárokat megrettenti, nem mernek vállalkozni rá. Soromfai viszont elvállalja és Gelencsér elküldi. Soromfai azonban beszél Hegyesivel, egy fa mögött állva, nehogy észrevegye a főszolgabíró az arcát. Közli, hogy három nap múlva egy Rigóczi nevezetű csárdában lesznek. Hegyesi megígéri a kegyelmet, ha sikerül leszámolni ott a bandával. Gelencsér még megkéri Hegyesit, hogy csukja be a szemét, így ő bele tud lőni a főszolgabíró kalapjába. A lövés hangjával azt a látszatott akarja kelteni, hogy végrehajtotta a feladatát.
Hegyesi már biztos abban, hogy felszámolja a Gelencsér-bandát, ezen reményében ír levelet Mérei főispánnak. Ám amikor alá készül írni a levelet észreveszi, hogy az írnok megitta a hígításra való szeszt, ezért utasítja, hogy igyon a tintából. Az írnok meghúzza, majd Éljen Kossuth Lajos felkiáltással! elveti magát, úgy vélvén mérget ivott. Hegyesi viszont tudja, hogy nem lesz baja, ezért ő is csak annyit felel: Éljen!
A Rigóczi csárádban való dőzsölés közben Médi, Hajnal Jancsi betyár szeretője faggatja szerelmét, hogy mikor fognak visszatérni, ha már a postakocsi kirablása után átmentek Szlavóniába. Hajnal szerint nem egyhamar, de Gelencsér közli, hogy ő itt marad, neki Somogy a hazája, nem akarja elhagyni. Soromfai viszont nem jósol neki jó jövőt, bár ez Gelencsért nem nagyon érdekli, neki nincs sok veszteni valója. Soromfai viszont Olaszországba menne, a tengert akarja látni, rossz volna meghalni anélkül. Gelencsér engedi, ezért alvezére távozik, ám amint kilép az ajtón egy halálos sikoltás hangzik el, amitől megrémülnek a betyárok. Ekkor a pandúrok bombát hajítanak a csárda elé. Gelencsérék szembesülnek azzal, hogy most életre-halálra kell megvívniuk a harcot, mert a pandúrok nagy erőkkel vonultak fel ellenük. Szörnyű tűzharc kezdődik, a betyárok sorra esnek el, de a pandúrok között is sokan meghalnak. A betyárokkal lévő asszonynép is jajgat, míg Médi szorgalmasan tölti Hajnalnak és Gelencsérnek a pisztolyokat, ebből is látszik, hogy ő holtig tartó szerelmet esküdött szeretőjének. Hajnalt is lelövik, mire az elkeseredett Médi ragad fegyvert, de ő is találatot kap. Maradék patronokat tűzbe hajítja, ezzel még megöli a csárdába behatoló pandúrokat.
Gelencsér kitör a csárdából, lóra pattan és elmenekül. Hegyesi a nyomába ered és jó darabon üldözi, mígnem Gelencsér leveti magát a lóról és elbújik egy bokorban…

## Szereplők
- Đoko Rosić (hangja: Bujtor István) – Hegyesi János, főszolgabíró
- Derzsi János – Gelencsér Jóska
- Dörner György – Soromfai József
- Kiss Mari – Soromfainé, Kató
- Benedek Miklós (hangja: Koltai János) – Mérei, főispán
- Ujlaki Dénes – Robusztás
- Usztics Mátyás – Verkóczi Gergely
- Szilágyi István – Tilinkós
- Szabó László – írnok
- Csikos Gábor – Kulics
- Ryszard Mróz – Hajnal Jancsi
- Kocsis Mihály – Róka
- Horváth Zoltán – Sajtos
- Fábián Miklós – Dobor
- Ferdinándy Gáspár – betyár
- Udvaros Dorottya – Médi
- Horesnyi László – Hajkó, kocsmáros
- Almásy Albert Éva – Hajkóné
- Gémes József – betyár
- Kátay Endre – Kövér úr
- Szersén Gyula – pap
- Dákay Péter – pandúr
- Patassy Tibor – pandúr őrmester
- Fekete András
- Tardy Balázs

## Érdekességek
- Dobor révész állatainak lemészárlása a filmben valóságos volt, ekkor a filmkészítők éleslőszert használtak. Ezt a jelenetet egyes állatvédők és állatbarátok a mai napig támadják és kemény kritikával illetik, igaz ezen állatoknak amúgy is pusztulás lett volna a sorsuk, minthogy haszonállatként előbb-utóbb úgyis levágták volna őket.